# Tropidophryne comperei
Tropidophryne comperei är en stekelart som beskrevs av Prinsloo och Annecke 1978. Tropidophryne comperei ingår i släktet Tropidophryne och familjen sköldlussteklar. Inga underarter finns listade i Catalogue of Life.